# Svartryggspansarmal
Svartryggspansarmal (Corydoras metae) är en fiskart som beskrevs av Eigenmann, 1914. Svartryggspansarmal ingår i släktet Corydoras och familjen Callichthyidae. Inga underarter finns listade i Catalogue of Life.